# Münsterland Giro 2010
Il Münsterland Giro 2010, quinta edizione della corsa, valido come evento dell'UCI Europe Tour 2010 categoria 1.1, si svolse il 3 ottobre 2010 su un percorso di 208 km. Fu vinto dall'olandese Joost van Leijen, che giunse al traguardo in 4h 41' 19" alla media di 44,363 km/h.
All'arrivo 107 ciclisti completarono la gara.

## Squadre partecipanti
| N.      | Cod. | Squadra                   |
| ------- | ---- | ------------------------- |
| 1-8     | THR  | Team HTC-Columbia         |
| 11-18   | MRM  | Team Milram               |
| 21-28   | CTT  | Cervélo TestTeam          |
| 31-38   | SKS  | Skil-Shimano              |
| 41-48   | VAC  | Vacansoleil               |
| 51-58   | LAN  | Landbouwkrediet           |
| 61-68   | APP  | Team NetApp               |
| 71-78   | RB3  | Rabobank Continental Team |
| 81-88   | TRS  | Team Kuota-Indeland       |
| 91-98   | TSP  | Nutrixxion Sparkasse      |
| 101-108 | TSS  | Seven Stones              |
| 111-118 | VBG  | Vorarlberg-Corratec       |

| N.      | Cod. | Squadra              |
| ------- | ---- | -------------------- |
| 121-128 | CCD  | C.T. Diffredange     |
| 131-138 | THF  | Team Heizomat        |
| 141-148 | CMO  | Carmiooro-N.G.C.     |
| 151-158 | TSV  | Topsport Vlaanderen  |
| 161-168 | ARH  | Atlas Personal-BMC   |
| 171-178 | CJP  | Cyclingteam Jo Piels |
| 181-188 | GLU  | LRØ Rådgivning       |
| 191-198 | PCO  | Palmans-Cras         |
| 201-208 | VPC  | Forsikring           |
| 211-218 | VVE  | Van Vliet-EBH Elshof |
| 221-228 | TYR  | Tyrol Team           |

## Ordine d'arrivo (Top 10)
| Pos. | Corridore        | Squadra        | Tempo    |
| ---- | ---------------- | -------------- | -------- |
| 1    | Joost van Leijen | Vacansoleil    | 4h41'19" |
| 2    | Dirk Müller      | Sparkasse      | s.t.     |
| 3    | Robert Wagner    | Skil-Shimano   | a 11"    |
| 4    | Aidis Kruopis    | Palmans-Cras   | s.t.     |
| 5    | Eric Baumann     | Team NetApp    | s.t.     |
| 6    | Martin Reimer    | Cervélo        | s.t.     |
| 7    | René Weissinger  | Vorarlberg     | s.t.     |
| 8    | Johim Ariesen    | Cycl. Jo Piels | s.t.     |
| 9    | Ramon Sinkeldam  | Rabobank Con.  | s.t.     |
| 10   | David Kopp       | Kuota          | s.t.     |